# Миноранский, Виктор Аркадьевич
Виктор Аркадьевич Миноранский (род. 1938 г.) — российский зоолог, доктор сельскохозяйственных наук, профессор РГУ, ответственный редактор Красной книги Ростовской области.

## Биография
[www.famous-scientists.ru/1062/ Миноранский Виктор Аркадьевич] родился 01.02.1938 г. в г. Ростове-на-Дону. и здесь прожил всю жизнь. В 1945 г. поступил, а в 1955 г. окончил школу № 80. С детства увлекался экскурсиями по донской земле, наблюдениями за животными в природе, содержанием и разведением многих видов в домашних условиях. В 1955 г. поступил на зоотехнический факультет Новочеркасского зооветеринарного института, а через 2 года перевелся на кафедру зоологии РГУ. Специализировался на исследованиях птиц озера Маныч-Гудило и их охране. В 1961 г. поступил в аспирантуру по энтомологии, где под руководством член-корреспондента ВАСХИЛ Н. Н. Архангельского подготовил и защитил кандидатскую диссертацию «Энтомологические условия освоения сахарной свеклы в Ростовской области». Докторскую диссертацию — «Вредные насекомые свекловичных полей Нижнего Дона и Северного Кавказа» выполнил в 1974 г. с участием научного консультанта доктора биологических наук О. И. Петрухи.
Служебная карьера: в 1964—1967 гг. — ассистент кафедры зоологии РГУ, в 1967—1979 гг. — старший преподаватель, в 1979 г. — доцент, 1979—1999 гг. — профессор, 2000 −2010 гг. — заведующий каф. зоологии РГУ, с 2010 г. проф. кафедры. Вел практически все зоологические курсы и практические занятия. Разработал и читал ряд новых спецкурсов («Прикладная зоология», «Местная фауна», «Биоресурсы и их рациональное использование», «Интегрированная защита от вредителей», «Управление ресурсами охотничьих животных», др.). С 1977 г. ежегодно вел занятия со студентами и аспирантами, консультировал соискателей кандидатских и докторских диссертации, был председателем ГЭК во всех университетах Северного Кавказа, в Киеве, Казани, Саранске, Ижевске, Керчи, Катовицах (Польша). Под его руководством дипломные работы выполнило более 130 студентов, защитили магистерские диссертации 16, кандидатские — 18 и докторские — 3 человека.
С 70-х годов XX в. был председателем комиссий РГУ и Северо-Кавказского научного центра высшей школы (СКНЦ ВШ) по экологизации образования, научных исследований и производственной деятельности на Северном Кавказе и Дону. В 1975 г. организовал при РГУ и по 1985 гг. был деканом факультетов повышения квалификации преподавателей и сотрудников ВУЗов, НИИ Северного Кавказа по специальностям «Биология» и «Охрана природы». В 1977 г. создал при РГУ единственный в СССР специальный факультет «Экология и повышение эффективности использования природных ресурсов» по переподготовке специалистов народного хозяйства с высшим образованием и по 1985 г. был деканом этого факультета.
Является одним из создателей заповедника «Ростовский» и ряда других ООПТ, участвовал в создании и деятельности Ассоциации «Живая природа степи» в должности её президента.
Отец — Аркадий Михайлович Миноранский (?-1968), работал в Ростоблпотребсоюзе, участник Великой Отечественной войны, в 1944—1962 годах — на начальственных должностях в Управлении охраны общественного порядка Ростовского облисполкома.

## Научная деятельность
Основные направления: выяснение состава, биологических особенностей представителей животного мира европейских степей, разработка мер по оптимальному регулированию их численности и значения. Миноранским В. А. изучен видовой состав фауны, включая многие ранее не изучавшиеся группы животных (дождевые черви, мокрицы, др.). Определён состав насекомых сельскохозяйственных культур и, прежде всего, свеклы, разработаны комплексы мероприятий по защите этой культуры от вредителей в богарных и орошаемых условиях, включающий агротехнические, биологические, химические и иные методы. Большое внимание в работе было уделено влиянию орошения, автотранспортного загрязнения и другим антропогенным факторам на окружающую природу.
Важным направлением деятельности является выявление и сохранения редких и исчезающих видов животных степной зоны. Самостоятельно и совместно с коллегами РГУ (ЮФУ) Миноранским В. А. подготовлены первые сводки по этой группе, разработаны мероприятия по сохранению этих видов, издано первое издание Красной книги Ростовской области. Выявлены и созданы 3 заказника, 11 памятников природы, заповедник «Ростовский» и его охранная зона, музеи «Дельта Дона» и «Особо охраняемых природных территорий степей», разработана экологическая сеть Ростовской области. Он активный участник в выявлении, описании и создании ВБУ международного значения «Озеро Маныч-Гудило», «Дельта Дона» и Беглицкая коса, ряда ключевых орнитологических территорий России в Ростовской области.
Миноранский Виктор Аркадьевич совместно с коллегами в 2004 г. создал природоохранную организацию Ассоциацию «Живая природа степи» в охранной зоне заповедника «Ростовский», а также полевой стационар для восстановления и сохранения степного биоразнообразия. Здесь ведутся широкие исследования лошади Пржевальского, бизона, двугорбого верблюда, стрепета и многих иных животных. В питомнике содержится самая крупная в России группа сайгака, разработана методика содержания и разведения этой антилопы в искусственных условиях.

## Общественная деятельность
С 60-х годов до 90-х был членом Ростовского отделения Всероссийского общества охраны природы. В разные годы был и в ряде случаев остается членом совета СКНЦ ВШ, совета по защитам диссертации РГУ-ЮФУ, редакции журналов «Известия ВУЗов. Северно-Кавказский регион», «Юг России: экология, развитие» и Издательского Дома «Камерон». Член Консультативного совета общественных объединений при Главе Администрации (Губернаторе) Ростовской области, научно-технического совета заповедника «Ростовский», научно-технического совета и конкурсной комиссии Ростоблкомприрода и Минприроды Ростовской области, общественного и экспертного советов по надзору в сфере природопользования Департамента Росприроднадзора по ЮФУ, Общественного совета при межрайонной природоохранной прокуратуре, эксперт Контрольно-счетной палаты Ростовской области, член секции экспертов во восстановлению лошади Пржевальского Рабочей группы Минприроды РФ и иных структур.

## Список основных публикаций по проблемам степеведения
В. А. Миноранским, самостоятельно или в соавторстве, в отечественных и зарубежных изданиях опубликовано более 1000 работ, среди которых имеются учебники, монографии, справочники, пособия и иные формы публикаций, в том числе следующие:
Миноранский В. А. Вредные насекомые свекловичных полей степной зоны. Ростов н/Д: Изд-во Рост. ун-та, 1976. 112 с.
Миноранский В. А. История энтомологии на Северном Кавказе. Ростов н/Д: Изд-во Рост. ун-та, 1979. 124 с.
Миноранский В. А. Орошение и фауна. Ростов н/Д: Изд-во Рост. ун-та, 1987. 224 с.
Миноранский В. А. Защита орошаемых полевых культур от вредителей. Москва: Агропромиздат, 1989. 208 с.
Миноранский В. А. Песчаный медляк (морфология, цикл развития, экология, популяционная стр уктура, меры борьбы). Ростов н/Д: Изд-во Рост. ун-та, 1992. 141 с.
Миноранский В. А., Белик В. П., Закутский В. П., Чихачев А. С., Казаков Б. А., Лукина Г. П. Редкие, исчезающие и нуждающиеся в охране животные Ростовской области. Ростов н/Д: Изд-во Рост. ун-та, 1996. 440 с.
Миноранский В. А., Габунщина Э. Б. Уникальные экосистемы: озеро Маныч-Гудило. Элиста: АПП "Джангар, 2001. 239 с.
Миноранский В. А. Животный мир Ростовской области (состав, значение, сохранение разнообразия). Ростов н/Д: Изд-во ООО «ЦВВР», 2002. 360 с.
Миноранский В. А., Дёмина О. Н. Особо охраняемые природные территории Ростовской области. — Ростов-на-Дону: Изд-во «ЦВВР», 2002. — 372 с.
Миноранский В. А., Тихонов А. В. Особо охраняемые природные территории Ростовской области и обоснование создания их системы для сохранения биоразнообразия. — Ростов-на-Дону: Изд-во «ЦВВР», 2002. — 184 с.
Миноранский В. А., Чекин А. В. Государственный степной заповедник «Ростовский». Ростов-н/Д: Изд-во «ЦВВР», 2003. 129 с.
Миноранский В. А., Сидельников В. В. Европейский байбак в Ростовской области (история, опыт сохранения и восстановления численности). Ростов н/Д: Изд-во ООО «Донской издательский дом», 2004.104 с.
Миноранский (отв. ред.). Красная книга Ростовской области : Т.I. Редкие и находящиеся под угрозой исчезновения виды животных. Т.II. Редкие и находящиеся под угрозой исчезновения грибы, лишайники и растения. Ростов н/Д, 2004. 364 с. и 334 с.
Миноранский В. А. Уникальные экосистемы: дельта Дона (природные ресурсы и их сохранение). Ростов н/Д: Изд-во ООО «ЦВВР», 2004. 234 с.
Миноранский В. А., Узденов А. М., Подгорная Я. Ю. Птицы озера Маныч-Гудило и прилегающих степей. Ростов н/Д: Изд-во ООО «ЦВВР», 2006. 332 с.
Миноранский В. А. Основные положения Стратегии и Плана действий по сохранению и устойчивому использования биоразнообразия на территории водно-болотных угодий международного значения «Озеро Маныч-Гудило» и «Весёловское водохранилище». Ростов н/Д, 2007. 47 с.
Миноранский В. А., Толчеева С. В. Вольерное содержание сайгака (Saiga tatarica L.). Ростов н/Д: Изд-во «Ковчег», 2010. 288 с.
Миноранский В. А., Добровольский О. П. Прошлое и настоящее охотничьих млекопитающих Нижнего Дона. Ростов н/Д: Foundation, 2013. 218 с.
Миноранский В. А., Даньков В. И., Толчеева С. В., Малиновская Ю. В., Безуглова Е. А. Ассоциация «Живая природа степи» и её роль в охране биоресурсов Дона. Ростов н/Д: Foundation, 2015. 104 с.

## Дополнительные ссылки
- Толчеева С. В.: Виктор Аркадьевич Миноранский к 75-летию со дня рождения : деятельность и библиографический указатель